# مقبول
اسم اصلی و قدیم روستا مغمول بوده‌است
مقبول، روستایی از توابع بخش کشاورز شهرستان شاهین‌دژ در استان آذربایجان غربی ایران است.

## جمعیت
این روستا در دهستان چهاردولی قرار دارد و براساس سرشماری مرکز آمار ایران در سال ۱۳۸۵، جمعیت آن ۴۰ نفر (۸ خانوار) بوده‌است.